# WTA Finals 2015 – turnaj vycházejících hvězd
Turnaje vycházejících hvězd (WTA Rising Stars Invitational) se na WTA Finals 2015 účastnily čtyři tenistky. Jednalo se o druhý ročník události exhibičního charakteru v rámci Turnaje mistryň.
Účastnice nepřesáhly věkovou hranici 23 let, musely také splňovat předem stanovená kritéria a následně projít volbou fanoušků. Ti vybrali dvě hráčky z asijsko-pacifického regionu (Číňanku Ču, Japonku Ósakaovou) a další dvě ze zbytku světa (Francouzku Garciaovou, Tunisanku Džabúrovou).
Vítězkou druhého ročníku se stala nejníže postavená Japonka ze třetí stovky žebříčku, Naomi Ósakaová, která ve finále zdolala favorizovanou francouzskou naději Caroline Garciaovou, figurující v elitní světové čtyřicítce, a to po třísetovém průběhu.

## Formát
Formát soutěže vycházel ze čtyřčlenné skupiny, v níž každá tenistka odehrála tři utkání systémem každý s každým. Hráčky, které obsadily první dvě příčky, postoupily do finále. Základní skupina proběhla v aréně OCBC (OCBC Arena) singapurského komplexu. Finále pak na centrálním dvorci Singapore Indoor Stadium.
Poprvé se hrálo na dva vítězné sety do čtyř gamů bez výhody. Po shodě následoval vítězný bod hry. Za stavu 4–4 došlo na standardní sedmibodový tiebreak.

## Nasazení hráček
1. Caroline Garciaová (finále)
2. Ču Lin (základní skupina)
3. Ons Džabúrová (základní skupina)
4. Naomi Ósakaová (vítězka)

## Soutěž
| Legenda                                                       |                                                                        |                                                   |
| - Q – kvalifikant - WC – divoká karta - LL – šťastný poražený | - Alt – náhradník - SE – zvláštní výjimka - PR/SR – žebříčková ochrana | - w/o – bez boje - r – skreč - d – diskvalifikace |

### Finále
| Finále |                    |   |    |   |
|        |                    |   |    |   |
|        |                    |   |    |   |
| 1      | Caroline Garciaová | 5 | 46 | 1 |
| 4      | Naomi Ósakaová     | 3 | 58 | 4 |

### Základní skupina
|    |                    | Garciaová          | Ču                 | Džabúrová          | Ósakaová           | Zápasy | Sety         | Hry            | Pořadí |
| 1. | Caroline Garciaová |                    | 5–3, 5–4(7–2)      | 4–0, 4–5(6–8), 4–2 | 4–1, 1–4, 4–1      | 3–0    | 6–2 (75 %)   | 31–20 (60,8 %) | 1.     |
| 2. | Ču Lin             | 3–5, 4–5(2–7)      |                    | 4–1, 4–2           | 2–4, 4–2, 4–5(4–7) | 1–2    | 3–4 (42,9 %) | 25–24 (51 %)   | 3.     |
| 3. | Ons Džabúrová      | 0–4, 5–4(8–6), 2–4 | 1–4, 2–4           |                    | 2–4, 5–4(7–0), 4–1 | 1–2    | 3–5 (37,5 %) | 21–29 (42 %)   | 4.     |
| 4. | Naomi Ósakaová     | 1–4, 4–1, 1–4      | 4–2, 2–4, 5–4(7–4) | 4–2, 4–5(0–7), 1–4 |                    | 1–2    | 4–5 (44,4 %) | 26–30 (46,4 %) | 2.     |

## Volba hráček
Kvalifikační kritéria splnilo celkově osmnáct tenistek. Přiděleno bylo více než dva miliony hlasů od zaregistrovaných fanoušků ze 137 států světa. První dvě hráčky z každé nominační skupiny postoupily na Turnaj mistryň.

### Asijsko-pacifický region
| Asijsko-pacifický region | Asijsko-pacifický region | Asijsko-pacifický region | Asijsko-pacifický region |
| Poř. | hráčka                   | WTA                      |                          |
| --- | ------------------------ | ------------------------ | ------------------------ |
| 1. | Naomi Ósakaová (JPN)     | 202.                     |                          |
| 2. | Ču Lin (CHN)             | 161.                     |                          |
| 3. | Risa Ozakiová (JPN)      | 130.                     |                          |
| 4. | Misa Egučiová (JPN)      | 231.                     |                          |
| 5. | Eri Hozumiová (JPN)      | 182.                     |                          |
| 6. | Jang Čao-süan (CHN)      | 158.                     |                          |
| 7. | Liou Fang-čou (CHN)      | 165.                     |                          |
| Legenda |                          |                          |                          |
| kvalifikované hráčky na turnaj |                          |                          |                          |
| Kvalifikační kritéria |                          |                          |                          |
| - věk 23 let a méně při zahájení turnaje, tj. narození do 20. října 1992 (včetně), a - na žebříčku WTA do 150. místa v první pondělí US Open, nebo - vyhraný zápas v hlav. soutěži turnaje Premier či International, a/nebo finalistka turnaje WTA 125K Series |                          |                          |                          |

| Zbytek světa | Zbytek světa                       | Zbytek světa | Zbytek světa |
| Poř. | hráčka                             | WTA          |              |
| --- | ---------------------------------- | ------------ | ------------ |
| 1. | Caroline Garciaová (FRA)           | 35.          |              |
| 2. | Ons Džabúrová (TUN)                | 172.         |              |
| 3. | Magda Linetteová (POL)             | 65.          |              |
| 4. | Lara Arruabarrenová (ESP)          | 86.          |              |
| 5. | María Teresa Torrová Florová (ESP) | 128.         |              |
| 6. | Bojana Jovanovská (SRB)            | 76.          |              |
| 7. | Barbora Krejčíková (CZE)           | 164.         |              |
| 8. | Sachia Vickeryová (USA)            | 125.         |              |
| 9. | Louisa Chiricová (USA)             | 121.         |              |
| 10. | Kristýna Plíšková (CZE)            | 117.         |              |
| 11. | Jelizaveta Kuličkovová (RUS)       | 99.          |              |
| Legenda |                                    |              |              |
| kvalifikované hráčky na turnaj |                                    |              |              |
| Kvalifikační kritéria |                                    |              |              |
| - věk 23 let a méně při zahájení turnaje, tj. narození do 20. října 1992 (včetně), a - na žebříčku WTA do 50. místa v první pondělí US Open, nebo - účast v semifinále Grand Slamu, turnaje Premier či International |                                    |              |              |